# Полски Градец
Полски Градец е село в Южна България. То се намира в община Раднево, област Стара Загора.

## География
Селото има малък център, състои от 2 магазина.
От едната страна селото е обградено от борова гора, а от другата герен.

## История
До 1906 година селото се нарича Дилджилери.
През 1830 година от преселници от селото заедно с жители на Налбантларе, Сливенско, основават село Делжилер в Бесарабия. 
През 1906 година селото е преименувано на Градец, а от 1960 година е Полски Градец. През 1985 година има 1335 жители.

## Културни и природни забележителности
Късноантичната и средновековна крепост Градище се намира на 0.73 km южно по права линия от центъра на село Полски Градец. Изградена е върху ниско възвишение. Има формата на неправилен четириъгълник. Има приблизителни размери 70х 40 m. Крепостната стена, широка 1.4 m е изградена от ломен камък, споен с хоросан, смесен със счукана тухла. Източно от крепостта личат основите на кула.

## Личности
- Еню Вълчев (р. 1936), български борец, олимпийски шампион
- Величко Петров (р. 1934), български политик от БКП
- Иван Бинев (р. 1938), български генерал-лейтенант
- Доц.д-р Петко Пенев Иванов(р.1940 г.)ветеринарен лекар,ръководител катедра инфекциозни болести, ВМФ,Тракийски университет, гр.Ст.Загора